# Liste der Kulturdenkmale in Schwabstedt
In der Liste der Kulturdenkmale in Schwabstedt sind alle Kulturdenkmale der schleswig-holsteinischen Gemeinde Schwabstedt (Kreis Nordfriesland) und ihrer Ortsteile aufgelistet (Stand: 10. März 2025).

## Legende
In den Spalten befinden sich folgende Informationen:
- Objekt-ID: die Nummer des Kulturdenkmales
- Lage: die Adresse des Kulturdenkmales und die geographischen Koordinaten. Kartenansicht, um Koordinaten zu setzen. In der Kartenansicht sind Kulturdenkmale ohne Koordinaten mit einem roten Marker dargestellt und können in der Karte gesetzt werden. Kulturdenkmale ohne Bild sind mit einem blauen Marker gekennzeichnet, Kulturdenkmale mit Bild mit einem grünen Marker.
- Offizielle Bezeichnung: Bezeichnung des Kulturdenkmales
- Beschreibung: die Beschreibung des Kulturdenkmales
- Bild: ein Bild des Kulturdenkmales

## Sachgesamtheiten
| Objekt-ID      | Lage                                                                       | Offizielle Bezeichnung | Beschreibung | Bild                             |
| -------------- | -------------------------------------------------------------------------- | ---------------------- | --- | -------------------------------- |
| 46457          | Hollbüllhuus 5, 10, 13, 15, 54, Hollbüllhuus (54° 24′ 11″ N, 9° 14′ 19″ O) | Ortskern Hollbüllhuus  | Ortskern Hollbüllhuus; Ensemble aus fünf Wohn- und Wirtschaftsgebäuden des 19. Jahrhunderts um einen dreieckigen Dorfanger mit Doppeleiche, die Gebäude vornehmlich reetgedeckte Langhäuser aus gelbem Backstein - Begründung: geschichtlich, städtebaulich, Kulturlandschaft prägend - Schutzumfang: Dorfanger mit Doppeleiche und Gedenkstein 1848/1898 (Hollbüllhuus), Wohnhaus (Hollbüllhuus 5), Querdielenhäuser (Hollbüllhuus 13, 15), Wohn- und Wirtschaftsgebäude (Hollbüllhuus 10), Wohn- und Wirtschaftsgebäude mit Stallgebäude (Hollbüllhuus 54) | BW                               |
| 40648 Wikidata | Kirchenstraße (54° 23′ 40″ N, 9° 11′ 15″ O)                                | Kirche St. Jakobi      | Aktualisierung vorgesehen - Begründung: geschichtlich, künstlerisch, städtebaulich, Kulturlandschaft prägend - Schutzumfang: Kirche St. Jakobi mit Ausstattung, Glockenhaus, Kirchhof, Grabmale bis 1870, Kirchhofstor, Lindenkranz, Granitwall/-böschungsmauer | weitere Fotos \| Fotos hochladen |

## Bauliche Anlagen
| Objekt-ID     | Lage                                                | Offizielle Bezeichnung            | Beschreibung | Bild                             |
| ------------- | --------------------------------------------------- | --------------------------------- | --- | -------------------------------- |
| 46261         | An der Treene 1 (54° 23′ 41″ N, 9° 11′ 3″ O)        | Wohnhaus                          | Wohnhaus; um 1900; eingeschossiger, traufständiger Backsteinbau mit Drempel und hohem, geputzten Sockelgeschoss, schiefergedecktes Schopfwalmdach, überhöhter Mittelrisalit mit Freigespärre; großes, umfriedetes Gartengrundstück mit Teepavillon - Begründung: geschichtlich, städtebaulich - Schutzumfang: Wohnhaus, Gartenpavillon, Garten, Einfriedungsmauer - Denkmaltyp: Bauliche Anlage                                                                | BW                               |
| 5791          | Große Straße 11 (54° 23′ 46″ N, 9° 11′ 8″ O)        | Geesthardenhaus                   | Geesthardenhaus; 19. Jh.; lang gestreckter Gelbziegelbau mit reetgedecktem Walmdach, Wohnteil mit Segmentbogenfenstern, Wirtschaftsteil mit Lootor - Begründung: geschichtlich, städtebaulich, Kulturlandschaft prägend - Schutzumfang: gesamtes Objekt - Denkmaltyp: Bauliche Anlage | BW                               |
| 46258         | Hollbüllhuus 10 (54° 24′ 13″ N, 9° 14′ 15″ O)       | Wohn- und Wirtschaftsgebäude      | Wohn- und Wirtschaftsgebäude; 2. H. 19. Jh.; langgestreckter gelber Ziegelbau auf Feldsteinfundament mit Schopfwalmdach, Wohnteil mit schiefergedecktem Backengiebel und Segmentbogenfenstern mit profilierten Sohlbänken, Wirtschaftsteil mit Lootor, Heuluke und Gusseisenfenstern - Begründung: geschichtlich, städtebaulich, Kulturlandschaft prägend - Schutzumfang: gesamtes Objekt - Denkmaltyp: Bauliche Anlage, Sachgesamtheit: Ortskern Hollbüllhuus | BW                               |
| 3103 Wikidata | Hollbüllhuus 13 (54° 24′ 11″ N, 9° 14′ 20″ O)       | Querdielenhaus                    | Querdielenhaus; wohl 2. H. 19. Jh.; langgestreckter gelber Ziegelbau unter reetgedecktem Walmdach, Wohnteil mit gleichmäßig gereihten Segmentbogenfenstern mit profilierten Sohlbänken, ehemaliger Wirtschaftsteil mit Lootor und östlichem Flügel - Begründung: geschichtlich, städtebaulich, Kulturlandschaft prägend - Schutzumfang: gesamtes Objekt - Denkmaltyp: Bauliche Anlage, Sachgesamtheit: Ortskern Hollbüllhuus                                   | Fotos hochladen                  |
| 2417 Wikidata | Kattreppel 1 (54° 23′ 43″ N, 9° 11′ 20″ O)          | Geesthardenhaus                   | Geesthardenhaus, traufständiger eingeschossiger Halbwalmdachbau mit Backengiebelrisalit und Looeinfahrt, Reetdeckung und Ziegelfassade, 19. Jh. - Begründung: geschichtlich, städtebaulich - Schutzumfang: gesamtes Objekt - Denkmaltyp: Bauliche Anlage | Fotos hochladen                  |
| 5792 Wikidata | Kirchenstraße 10 (54° 23′ 41″ N, 9° 11′ 10″ O)      | Ehemaliges Kaufhaus Carstens      | Alteintragung (Aktualisierung vorgesehen) - Begründung: geschichtlich, künstlerisch, städtebaulich - Schutzumfang: gesamtes Objekt - Denkmaltyp: Bauliche Anlage | weitere Fotos \| Fotos hochladen |
| 5793          | Kirchenstraße 20 (54° 23′ 39″ N, 9° 11′ 16″ O)      | Bauernhaus                        | Bauernhaus; wohl 19. Jh.; traufständiger, gelber Backsteinbau unter reetgedecktem Walmdach, Zwerchhaus über dem Eingang an der Front, scheitrechte Fenster, rückwärtiger Flügel - Begründung: geschichtlich, städtebaulich - Schutzumfang: gesamtes Objekt - Denkmaltyp: Bauliche Anlage | BW                               |
| 3772 Wikidata | Kirchenstraße (54° 23′ 40″ N, 9° 11′ 16″ O)         | Kirche St. Jakobi mit Ausstattung | Aus Feldsteinen etwa um 1200 errichteter, ursprünglich romanischer Kirchenbau, 1889 durchgreifend umgebaut. Alteintragung (Aktualisierung vorgesehen) - Begründung: geschichtlich, künstlerisch, städtebaulich - Schutzumfang: Kirche St. Jakobi mit Ausstattung, Glockenhaus - Denkmaltyp: Bauliche Anlage, Sachgesamtheit: Kirche St. Jakobi | weitere Fotos \| Fotos hochladen |
| 5794          | Lehmsiek 1 (54° 24′ 35″ N, 9° 12′ 3″ O)             | Bauernhaus                        | Bauernhaus; 1854; eingeschossiger, hell geschlämmter Backsteinbau über L-förmigen Grundriss, reetgedecktes Walmdach, Wohntrakt mit Zwerchgiebel, Stalltrakt mit Lootor und südlichem Erweiterungsflügel - Begründung: geschichtlich, Kulturlandschaft prägend - Schutzumfang: gesamtes Objekt - Denkmaltyp: Bauliche Anlage | BW                               |
| 5796          | Nicolaus-Bruhns-Weg 1 (54° 23′ 42″ N, 9° 11′ 18″ O) | Kate                              | Kate; um 1870; eingeschossiger, traufständiger, gelber Backsteinbau unter reetgedecktem Walmdach, Rundgiebel mit ehemaliger Ladeluke über dem Hauseingang - Begründung: geschichtlich, Kulturlandschaft prägend - Schutzumfang: gesamtes Objekt - Denkmaltyp: Bauliche Anlage | BW                               |
| 5798          | Schloßstraße 1 (54° 23′ 41″ N, 9° 10′ 57″ O)        | Wohnhaus                          | Wohnhaus; 2. Viertel 20. Jh.; eingeschossiger, kubischer Backsteinbau unter Reetdach in Formen der Heimatschutzarchitektur, großes Korbbogenportal an der Ostseite, übergiebelter Seitenrisalit an der Südseite - Begründung: geschichtlich, städtebaulich - Schutzumfang: gesamtes Objekt - Denkmaltyp: Bauliche Anlage | BW                               |
| 5799 Wikidata | Schloßstraße 11 (54° 23′ 47″ N, 9° 10′ 58″ O)       | Wohnhaus                          | sog. Renatenhof; 1873; eingeschossiger Putzbau mit Drempel, zweigeschossigem Mittelrisalit und Satteldach, Fassade mit umlaufender Pilastergliederung und Stuckdetails, unter anderem Medaillons mit vollplastischen Porträtköpfen - Begründung: geschichtlich, Kulturlandschaft prägend - Schutzumfang: gesamtes Objekt - Denkmaltyp: Bauliche Anlage | BW                               |
| 41702         | Westerstraße 10 (54° 23′ 45″ N, 9° 11′ 5″ O)        | Wohnhaus                          | Wohnhaus; 2. H. 19. Jh.; eingeschossiger, giebelständiger Backsteinbau aus gelbem Ziegel unter reetgedecktem Schopfwalmdach, Fenster und Türen segmentbogenförmig - Begründung: geschichtlich, städtebaulich - Schutzumfang: gesamtes Objekt - Denkmaltyp: Bauliche Anlage | BW                               |

## Gründenkmale
| Objekt-ID      | Lage                                        | Offizielle Bezeichnung | Beschreibung | Bild                             |
| -------------- | ------------------------------------------- | ---------------------- | --- | -------------------------------- |
| 19478 Wikidata | Kirchenstraße (54° 23′ 41″ N, 9° 11′ 16″ O) | Kirchhof               | Alteintragung (Aktualisierung vorgesehen) - Begründung: geschichtlich, Kulturlandschaft prägend - Schutzumfang: Kirchhof, Grabmale bis 1870, Kirchhofstor, Lindenkranz, Granitwall/- böschungsmauer - Denkmaltyp: Gründenkmal, Sachgesamtheit: Kirche St. Jakobi | weitere Fotos \| Fotos hochladen |

## Quelle
- Liste der Kulturdenkmale in Schleswig-Holstein – Kreis Nordfriesland (PDF)

- Karte mit allen Koordinaten:
- OSM |
- WikiMap